# Церква Миколи Чудотворця (Сарапул)
Це́рква Мико́ли Чудотво́рця — церква в місті Сарапул Удмуртії, Росія.
Церкву зведено на Старцевій горі, на березі річки Кама. Її починали будувати ще в 1994 році, а закінчено будівництво в 2008 році. Того ж року було встановлено 10 дзвонів, які відливались на Воронезькому заводі на кошти сарапульців. Найбільший має вагу в 1 тону. У 2010 році в храмі зроблені розписи фірмою Арт-Фенікс (дивись посилання).